# Long Cay, Bahamas
Long Cay (engelska: Fortune Island) är en ö i Bahamas.   Den ligger i distriktet Crooked Island and Long Cay District, i den sydöstra delen av landet, 400 km sydost om huvudstaden Nassau. Arean är 22,6 kvadratkilometer.
Terrängen på Long Cay är mycket platt. Öns högsta punkt är 24 meter över havet. Den sträcker sig 14,1 kilometer i nord-sydlig riktning, och 10,3 kilometer i öst-västlig riktning.